# Schloss Seibersdorf (Schlesien)

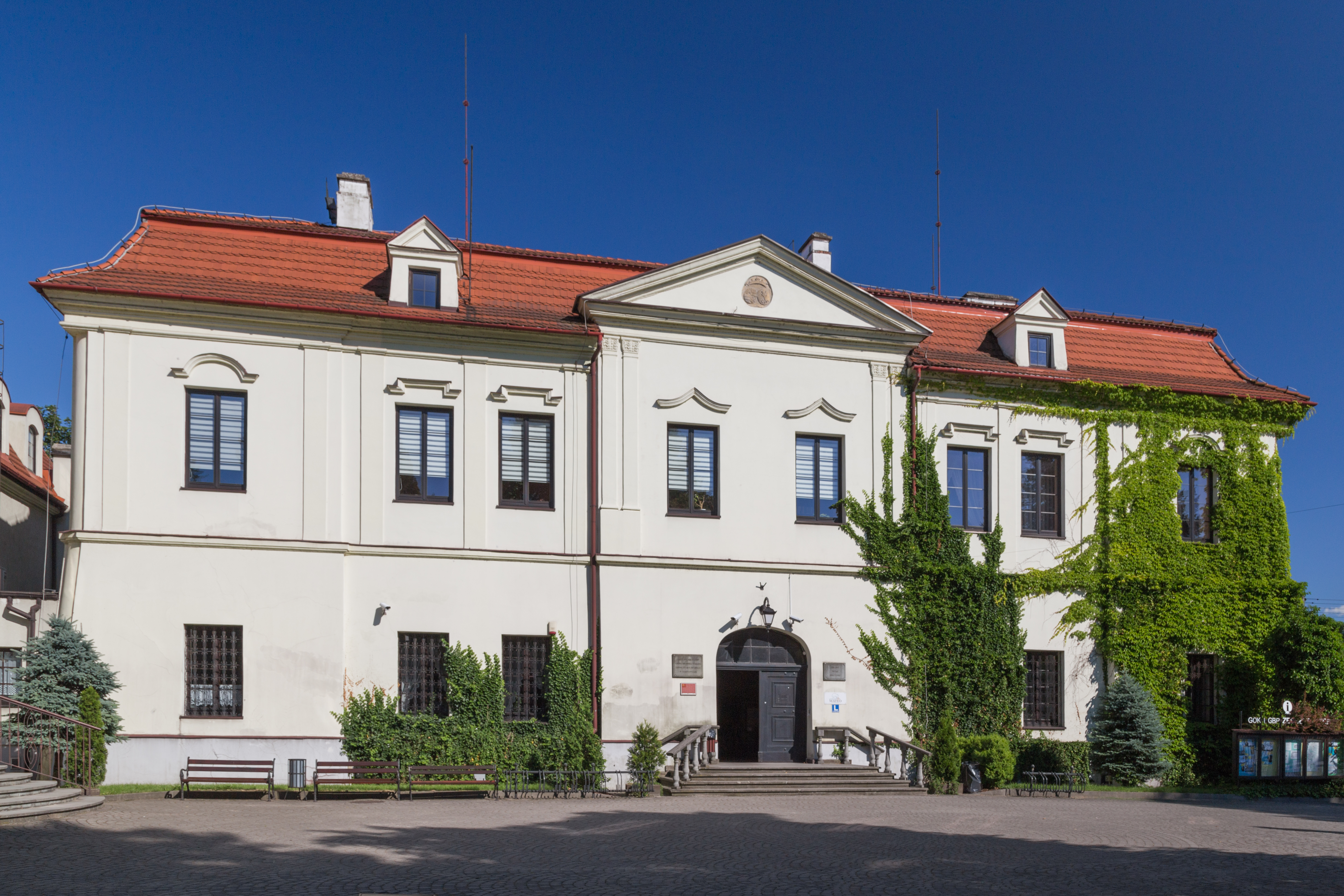
Schloss Seibersdorf

Schloss Seibersdorf (polnisch Pałac w Zebrzydowicach) ist ein Schloss in Zebrzydowice (deutsch: Seibersdorf) im Powiat Cieszyński (Kreis Teschen) in der Woiwodschaft Schlesien. Historisch gehörte Seibersdorf zum Herzogtum Teschen.
Am Ort bestand seit dem Mittelalter eine Burg. Diese wurde  zum Barockschloss umgebaut. Infolge des Zweiten Weltkriegs brannte das Schloss 1945 aus, wurde aber 1960 wiederhergestellt.